# Старий Бор (Зав'яловський район)
Старий Бор (рос. Старый Бор) — присілок в Зав'яловському районі Удмуртії, Росія.
Знаходиться на північний схід від присілка Совхозний. Через присілок проходить траса Єлабуга-Іжевськ та залізниця Агриз-Іжевськ. На останній в межах присілка розташована залізнична платформа Лудзя.

## Населення
Населення — 92 особи (2012; 72 в 2010).
Національний склад станом на 2002 рік:
- удмурти — 72 %

## Урбаноніми[3]
- вулиці — Вільхова, Ключова, Лісова, Лучна, Соснова, Східна, Центральна
- провулки — Східний